# گدیک (گوله)
گدیک (به ترکی استانبولی: Gedik، به ارمنی: Լաուստան) یک منطقهٔ مسکونی در ترکیه است که در گوله (شهر) واقع شده‌است.